# Hans Schneider (Theologe)
Hans Schneider (* 20. Juli 1941 in Marburg; † 25. Dezember 2022 ebenda) war ein deutscher evangelisch-lutherischer Theologe. Er war zuletzt emeritierter Professor für Kirchengeschichte.

## Leben und Wirken
Hans Schneider war von 1982 bis 1988 Professor an der Augustana-Hochschule in Neuendettelsau, ab 1988 an der Philipps-Universität in Marburg. Sein Forschungsschwerpunkt lag neben der Reformationsgeschichte im Pietismus, im Speziellen bei Zinzendorf und der Herrnhuter Brüdergemeine.
Schneider war Mitglied der 1964 gegründeten Historischen Kommission zur Erforschung des Pietismus und Mitherausgeber der Jahrbücher zur Geschichte des Pietismus. Er war seit 1992 Mitglied, seit 1994 Hauptausschussmitglied und seit 2012 stellvertretender Vorsitzender der Historischen Kommission für Hessen.

## Forschung
Als Historiker haben ihn nach eigener Aussage „‚detektivische‘ Aufgaben stets gereizt“, wie Schneider im Vorwort zu einem 2006 erschienenen Sammelband mit Studien zu Leben, Werk und Wirkung Johann Arndts eingesteht. Neben seiner zwei Jahrzehnte währenden Beschäftigung mit der Biographie und dem Werk Arndts, die zahlreiche biographische Details sowie verbesserte Hypothesen zum Geburtsort, akademischen Werdegang und zur konfessionellen Identität dieses protestantischen Theologen hervorbrachte, liegt auch Schneiders aufsehenerregendste Entdeckung auf dieser „detektivischen“ Linie, nämlich seine 2009 vorgestellte Aufklärung der historischen Hintergründe der Romreise des jungen Martin Luther, mit der Schneider nach jahrelanger akribischer Nachforschung im Stillen ein regelrechter Überraschungscoup in der historischen Lutherforschung gelang.
Neudatierung der Romreise Luthers
Den bedeutenden Beitrag zur historischen Lutherforschung stellte Schneider nach über zehnjähriger Forschung und Auswertung bislang unbekannter, neuer Quellen im Jahr 2009 vor. Es ist ihm gelungen, die historischen Hintergründe von Martin Luthers Romreise 1511/12 (die bislang ein Jahr früher angenommen wurde) im Kontext der damaligen inneren Auseinandersetzungen im Augustinerorden aufzuhellen und eine neue Chronologie der Reise zu rekonstruieren. Schneiders Hypothese, die den bisherigen Forschungsstand zu dieser durch Quellen nur schlecht erschlossenen Lebensphase Martin Luthers revolutioniert hat, wirkt sich nicht nur auf die genaue Datierung der Reise aus, die korrigiert werden muss, sondern ist auch für die Einordnung von Luthers Position in den Richtungskämpfen innerhalb seines Ordens und für die Bewertung seines Verhältnisses zu seinem Lehrer und Förderer Johann von Staupitz bedeutsam. „Luder wäre dann nicht, wie man früher meinte, als Vertreter von Konventen, die im Streit mit dem Ordensgeneral Staupitz lagen, dorthin aufgebrochen, sondern als dessen Parteigänger. Hierzu passt jedenfalls, dass ihn der Weg nach der Rückkehr bald an die Seite von Staupitz führte.“ Ulrich Köpf hat die Neudatierung der Romreise als „wichtigsten Beitrag zur biographischen Lutherforschung aus den letzten Jahren“ bezeichnet.

## Schriften (Auswahl)
- Der Konziliarismus als Problem der neueren katholischen Theologie. Die Geschichte der Auslegung der Konstanzer Dekrete von Febronius bis zur Gegenwart. Berlin, New York 1976. (Arbeiten zur Kirchengeschichte, Band 47).
- Dietrich Meyer (Hrsg.): Bibliographisches Handbuch zur Zinzendorf-Forschung. Unter Mitarbeit von … Hans Schneider. Düsseldorf 1987.
- Der Waldeckische Reformator Johannes Hefentreger (Trygophorus) 1497–1542. Arolsen 1991. (Waldeckische historische Hefte; Band 2).
- Der radikale Pietismus im 17. Jahrhundert. In: Geschichte des Pietismus. Bd. 1. 1993. S. 391–437.
- Der radikale Pietismus im 18. Jahrhundert. In: Geschichte des Pietismus. Bd. 2. 1995. S. 107–197.
- Der fremde Arndt. Studien zu Leben, Werk und Wirkung Johann Arndts (1555–1621). Göttingen 2006.
- Gesammelte Aufsätze I. Der Radikale Pietismus. Hrsg. von Wolfgang Breul und Lothar Vogel. Arbeiten zur Kirchen- und Theologiegeschichte 36. Leipzig 2011.
- Zwinglis Anfänge als Priester, in: Ulrich Gäbler und Martin Sallmann: Schweizer Kirchengeschichte, neu reflektiert: Festschrift für Rudolf Dellsperger zum 65. Geburtstag, Band 73 von Basler und Berner Studien zur historischen und systematischen Theologie, ISSN 0171-6840, Peter Lang, Bern 2011, ISBN 978-3-03430-430-6, S. 37–62